# サロモン・リブマン
サロモン・アレクシス・リブマン・パストール（Salomón Alexis Libman Pastor, 1984年2月25日 - ）は、ペルーの元サッカー選手。リマ郡リマ出身。元サッカーペルー代表。現役時代のポジションはゴールキーパー。